# Баумхольц, Фрэнки
Фрэнк Конрад «Фрэнки» Баумхольц (англ. Frank Conrad "Frankie" Baumholtz; 7 октября 1918, Мидвейл, штат Огайо, США — 14 декабря 1997, Уинтер-Спрингс, штат Флорида, США) — американский профессиональный баскетболист и бейсболист, завершивший карьеру. Один из первых спортсменов США, выступавших поочерёдно в двух главных лигах страны МЛБ и НБА.

## Ранние годы
Фрэнки Баумхольц родился 7 октября 1918 года в городе Мидвейл (штат Огайо), учился там же в одноимённой школе, в которой выступал за местную баскетбольную и бейсбольную команды.

## Студенческая карьера
В 1941 году окончил Университет Огайо, где в течение трёх лет играл за команду «Огайо Бобкэтс», в которой провёл успешную карьеру. При Баумхольце «Бобкэтс» ни разу не выигрывали ни регулярный чемпионат, ни турнир конференции Independent, а также ни разу не выходили в плей-офф студенческого чемпионата США. В своём последнем сезоне в составе «Бобкэтс» Баумхольц стал лучшим снайпером команды, за что по его итогам был включён во 2-ю всеамериканскую сборную NCAA.
В 1941 году «Огайо Бобкэтс» стали вице-чемпионами Национального пригласительного турнира (NIT), проиграв в финальном матче команде «ЛИУ Бруклин Блэкбёрдс» со счётом 42—56, а Фрэнки Баумхольц был признан самым ценным игроком турнира.

## Баскетбольная карьера
Играл на позиции разыгрывающего защитника. В 1945 году Фрэнки Баумхольц заключил соглашение с командой «Янгстаун Бирс», выступавшей в Национальной баскетбольной лиге (НБЛ). Позже выступал за команду «Кливленд Ребелс» (БАА). Всего в НБЛ и БАА провёл по одному сезону. Один раз включался во 2-ю сборную всех звёзд НБЛ (1946), а также один раз — во 2-ю сборную всех звёзд БАА (1947). Всего за карьеру в НБЛ Баумхольц сыграл 26 игр, в которых набрал 274 очка (в среднем 10,5 за игру). Всего за карьеру в БАА Баумхольц сыграл 45 игр, в которых набрал 631 очко (в среднем 14,0 за игру) и сделал 54 передачи. Помимо этого, Баумхольц в составе «Бирс» один раз участвовал во Всемирном профессиональном баскетбольном турнире, но без особого успеха.

## Бейсбольная карьера
В 1947—1957 годах, завершив баскетбольную карьеру, Баумхольц выступал в главной лиге бейсбола (1019 матчей) в составе «Цинциннати Редс», «Чикаго Кабс» и «Филадельфия Филлис». Он играл на позиции аутфилдера, имея в своём активе процент отбивания в среднем за игру 29,0 %. 15 июня 1949 года Фрэнки вместе с Хэнком Зауэром был обменян в команду «Чикаго Кабс» на Пинутса Лоури и Гарри Уокера. 9 декабря 1955 года он был продан в клуб «Филадельфия Филлис», в котором завершил свою профессиональную карьеру.

## Семья и смерть
Во время Второй мировой войны ему пришлось на четыре года прервать свою спортивную карьеру (1941—1945). Его жену звали Бетти, которая родила ему одного сына (Фрэнка-младшего) и двух дочерей (Бетти и Карен). Фрэнки Баумхольц умер в воскресенье, 14 декабря 1997 года, на 80-м году жизни в городе Уинтер-Спрингс (штат Флорида).